# تورو هاياشي
تورو هاياشي (باليابانية: 林徹) (و. 1959 – م) هو مخرج سينمائي، ورائد، من اليابان، ولد في هوكايدو.